# Kūbo Ibuki
Kūbo Ibuki (空母いぶき) est un seinen manga de Kaiji Kawaguchi en collaboration avec le journaliste Osamu Eya, prépublié dans le magazine Big Comic entre décembre 2014 et décembre 2019 et publié par l'éditeur Shōgakukan en un total de 13 volumes reliés.
Une adaptation cinématographique en prise de vues réelles sort au Japon en mai 2019.
Une suite du manga par les mêmes auteurs, Kūbo Ibuki Great Game (空母いぶきGreat Game, Kūbo Ibuki Gurēto Gēmu), est prépubliée dans le Big Comic à partir de décembre 2019.
En 2018, Kūbo Ibuki remporte le 63e Prix Shōgakukan dans la catégorie générale.

## Synopsis
En octobre 20XX, l'« incident du débarquement chinois des îles Senkaku » se produit lorsque des agents censés être déguisés en naufragés d'une tempête débarquent sur les îlots méridionaux des îles Senkaku et affirment qu'elles appartiennent à la Chine et qu'ils attendent des navires de la Chine continentale. La situation s'aggrave encore avec une collision entre un navire du bureau de la police maritime chinoise et un patrouilleur des garde-côtes japonais qui tente d'envahir les eaux territoriales japonaises, ainsi que des tirs de semonce contre un destroyer envoyé pour enquêter.
Le gouvernement japonais tente de résoudre la situation, en cédant en partie à la Chine. Cependant, le Premier ministre, sentant le danger de l'action de la Chine, décide simultanément de présenter le « plan Pegasus », qui se concentre sur la mise en service d'un nouveau type de destroyer et la création d'un nouveau groupe de forces de défense avec ce navire comme vaisseau amiral.
Un an après l'incident, l'Ibuki, le premier porte-avions des FDS, est achevé. Le capitaine du navire est Ryuta Akitsu I, qui a la particularité d'être un ancien as de la Force d'autodéfense aérienne, et Toshiya Shinba II est choisi comme second et officier de navigation.
L'année suivante, en avril 20XY, alors que l'IBUKI effectue un voyage d'entraînement au large de l'île de Minamitori, l'armée chinoise lance le processus Akebono et envahit soudainement le Japon. Les forces chinoises prennent le contrôle des îles Sakishima (île de Yonaguni) et des îles Senkaku, faisant les premiers morts de l'après-guerre. Le gouvernement japonais, sous le commandement du Premier ministre Tarumi Keiichiro, ordonne la toute première mobilisation de défense contre la Chine, qui ne fait aucune déclaration contre la série d'actions militaires. La guerre menace d'éclater au Japon.

## Médias

### Manga
Kūbo Ibuki est scénarisé et dessiné par Kaiji Kawaguchi en coopération avec le journaliste Osamu Eya. La série est prépubliée dans le magazine seinen Big Comic entre le 10 décembre 2014 et le 10 décembre 2019, et publié au format tankōbon par l'éditeur Shōgakukan en un total de 13 volumes sortis entre 30 septembre 2015 et le 30 juin 2020.
Une suite directe, Kūbo Ibuki Great Game (空母いぶきGreat Game, Kūbo Ibuki Gurēto Gēmu), est prépublié dans le BigComic à partir du 25 décembre 2019 et publié par Shōgakukan au format tankōbon avec un premier volume sorti le 30 juin 2020.

#### Liste des volumes

##### Kūbo Ibuki
| no | Japonais          | Japonais          |
| no | Date de sortie    | ISBN              |
| -- | ----------------- | ----------------- |
| 1  | 30 septembre 2015 | 978-4-09-187210-4 |
| 2  | 30 septembre 2015 | 978-4-09-187214-2 |
| 3  | 29 janvier 2016   | 978-4-09-187439-9 |
| 4  | 24 juin 2016      | 978-4-09-128096-1 |
| 5  | 28 octobre 2016   | 978-4-09-189223-2 |
| 6  | 28 février 2017   | 978-4-09-189383-3 |
| 7  | 28 juillet 2017   | 978-4-09-189615-5 |
| 8  | 30 novembre 2017  | 978-4-09-189696-4 |
| 9  | 30 mars 2018      | 978-4-09-189823-4 |
| 10 | 30 juillet 2018   | 978-4-09-860054-0 |
| 11 | 27 décembre 2018  | 978-4-09-860159-2 |
| 12 | 26 avril 2019     | 978-4-09-860306-0 |
| 13 | 30 juin 2020      | 978-4-09-860645-0 |

##### Kūbo Ibuki Great Game
| no | Japonais          | Japonais          |
| no | Date de sortie    | ISBN              |
| -- | ----------------- | ----------------- |
| 1  | 30 juin 2020      | 978-4-09-860637-5 |
| 2  | 30 octobre 2020   | 978-4-09-860718-1 |
| 3  | 29 janvier 2021   | 978-4-09-860842-3 |
| 4  | 28 mai 2021       | 978-4-09-861054-9 |
| 5  | 30 septembre 2021 | 978-4-09-861161-4 |
| 6  | 28 janvier 2022   | 978-4-09-861241-3 |
| 7  | 30 mai 2022       | 978-4-09-861346-5 |
| 8  | 30 septembre 2022 | 978-4-09-861420-2 |
| 9  | 30 janvier 2023   | 978-4-09-861572-8 |
| 10 | 30 mai 2023       | 978-4-09-861715-9 |
| 11 | 28 septembre 2023 | 978-4-09-862528-4 |

### Adaptation cinématographique
Une adaptation cinématographique du manga en prise de vues réelles sort au Japon le 24 mai 2019. Le film met en scène Hidetoshi Nishijima dans le rôle de Ryōta Akitsu et Kuranosuke Sasaki (en) dans celui de Toshiya Niinami. Le film est réalisé par Setsurō Wakamatsu sur un scénario de Kazunori Itō (en) et Yasuo Hasegawa et un planning de Harutoshi Fukui,,.

#### Distribution
- Hidetoshi Nishijima : Ryōta Akitsu
- Kuranosuke Sasaki (en) : Shinba
- Tatsuya Fuji : Keiji Wakui
- Jun Murakami : Kazuhisa Nakane
- Shigeyuki Totsugi (en) : Fuchikami
- Hiroshi Tamaki : Nariaki Seto
- Katsuhiko Sasaki (en) : Tadamasa Oki
- Eisaku Yoshida (en) : Yūsaku Sawazaki
- Yuki Saitō : Keiko Sarashiya
- Tsubasa Honda : Yuko Honoda
- Kiichi Nakai : Keiichi Nakano
- Kōichi Satō : premier ministre Keiichirō Tarumi

#### Accueil
En juin 2019, le film live-action Kūbo Ibuki avait rapporté au total 931 625 500 yens. Le film commence 2e au box office japonais et rapporte 332 068 500 yens. Le film passe à la 3e place lors de sa seconde semaine et rapporte 148 651 000 yens. Le film passe 4e lors de sa troisième semaine, rapportant 82 234 500 yens.

## Accueil
En décembre 2018, plus de 4 millions de copies du manga Kūbo Ibuki étaient en circulation. En octobre 2022, plus de 8 millions de copies du manga étaient en circulation.
En 2017, Kūbo Ibuki remporte le 63e prix Shōgakukan dans la catégorie générale aux côtés du manga Après la pluie,. Le manga se place 18e du classement "Book of the Year" 2019 du magazine Da Vinci.